# MTV Europe Music Awards 2015
Die MTV Europe Music Awards 2015 (auch EMAs 2015) fanden am 25. Oktober 2015 im Mediolanum Forum in Assago bei Mailand, Italien statt. Es war das dritte Mal, dass die MTV Europe Music Awards in Italien stattfinden und nach 1998 das zweite Mal, dass die Veranstaltung in Mailand durchgeführt wird. Moderiert wurde die Show von dem britischen Sänger Ed Sheeran.
Die Nominierungen der einzelnen Kategorien wurden von MTV am 15. September 2015 bekannt gegeben. Die meisten Nominierungen erhielt Taylor Swift, welche in neun Kategorien nominiert worden ist, gefolgt von Justin Bieber, der in sechs Kategorien nominiert ist. Bei den meisten Kategorien konnten die Fans über die Internetadresse der MTV Europe Music Awards vom 15. September 2014 bis zum 24. Oktober 2015 abstimmen. Die Sieger der Kategorien Bestes Video und Global Icon wurden von MTV selbst bestimmt. Für die Kategorie Biggest Fans erhielten alle nominierten Künstler bestimmte Hashtags, welche die Fans in Twitter und Instagram benutzen konnten. Der Sieger dieser Kategorie wurde der Künstler, dessen Hashtag am meisten geteilt worden ist.
In Deutschland wurde die Sendung am 25. Oktober 2015 um 21 Uhr auf MTV Germany (Pay-TV) und Nicknight (Free TV) sowie via Livestream auf der Webseite tv.mtvema.com ausgestrahlt.

## Live-Auftritte
- Fifth Harmony – Worth It (Pre-Show)
- Macklemore & Ryan Lewis – Downtown
- Jason Derulo – Want to Want Me
- Ellie Goulding – Love Me like You Do
- Twenty One Pilots – Tear in My Heart
- Rudimental und Ed Sheeran – Lay It All on Me
- Justin Bieber – What Do You Mean?
- Jess Glynne – Hold My Hand und Don’t Be So Hard on Yourself
- James Bay – Hold Back the River
- Tori Kelly und Andrea Bocelli – Should’ve Been Us, Ready or Not, Con te partirò und Just Give Me a Reason
- Pharrell Williams – Freedom

## Auszeichnungen
Die Nominierungen wurden von MTV am 15. September bekannt gegeben.

### Bester Song
Taylor Swift (featuring Kendrick Lamar) – Bad Blood
- Ellie Goulding – Love Me like You Do
- Major Lazer und DJ Snake (featuring Mø) – Lean On
- Mark Ronson (featuring Bruno Mars) – Uptown Funk
- Wiz Khalifa (featuring Charlie Puth) – See You Again

### Bestes Video
Macklemore & Ryan Lewis – Downtown
- Kendrick Lamar – Alright
- Sia – Elastic Heart
- Pharrell Williams – Freedom
- Taylor Swift (featuring Kendrick Lamar) – Bad Blood

### Bester weiblicher Act
Rihanna
- Ellie Goulding
- Miley Cyrus
- Nicki Minaj
- Taylor Swift

### Bester männlicher Act
Justin Bieber
- Pharrell Williams
- Kanye West
- Jason Derulo
- Ed Sheeran

### Bester Newcomer
Shawn Mendes
- Tori Kelly
- Jess Glynne
- James Bay
- Echosmith

### Bester Pop-Act
One Direction
- 5 Seconds of Summer
- Ariana Grande
- Justin Bieber
- Taylor Swift

### Bester Electronic-Act
Martin Garrix
- Avicii
- Calvin Harris
- David Guetta
- Major Lazer

### Bester Rock-Act
Coldplay
- AC/DC
- Foo Fighters
- Muse
- Royal Blood

### Bester Alternative-Act
Lana Del Rey
- Fall Out Boy
- Florence + the Machine
- Lorde
- Twenty One Pilots

### Bester Hip-Hop-Act
Nicki Minaj
- Kanye West
- Kendrick Lamar
- Wiz Khalifa
- Drake

### Bester Live-Act
Ed Sheeran
- Taylor Swift
- Katy Perry
- Foo Fighters
- Lady Gaga und Tony Bennett

### Bester World-Stage-Act
Ed Sheeran
- Afrojack
- Alicia Keys
- B.o.B
- Biffy Clyro
- Charli XCX
- Dizzee Rascal
- Iggy Azalea
- Jason Derulo
- Jessie Ware
- Kaiser Chiefs
- Rita Ora
- Slash
- Tomorrowland
- YG

### Bester Push-Act
Shawn Mendes
- James Bay
- Jess Glynne
- Echosmith
- Kwabs
- Natalie La Rose
- Royal Blood
- Shamir
- Tori Kelly
- Years & Years
- Zara Larsson

### Biggest Fans
Justin Bieber
- 5 Seconds of Summer
- Katy Perry
- One Direction
- Taylor Swift

### Bester Look
Justin Bieber
- Nicki Minaj
- Rita Ora
- Taylor Swift
- Macklemore & Ryan Lewis

### Beste Zusammenarbeit
Skrillex und Diplo (featuring Justin Bieber) – Where Are Ü Now
- David Guetta (featuring Nicki Minaj, Bebe Rexha und Afrojack) – Hey Mama
- Mark Ronson (featuring Bruno Mars) – Uptown Funk
- Taylor Swift (featuring Kendrick Lamar) – Bad Blood
- Wiz Khalifa (featuring Charlie Puth) – See You Again

### Vision Visionary Award
Duran Duran

### Artist on the Rise
über Twitter ermittelt
Troye Sivan
- Kygo
- Tori Kelly
- Halsey
- Travi$ Scott

## Regionale Auszeichnungen

### Nordamerika
Kanada
 Justin Bieber
- Carly Rae Jepsen
- Drake
- Shawn Mendes
- The Weeknd

USA
 Taylor Swift
- Beyoncé
- Kendrick Lamar
- Nick Jonas
- Nicki Minaj

### Nordeuropa
Vereinigtes Königreich und Irland
 Little Mix
- Jess Glynne
- /  One Direction
- Ed Sheeran
- Years & Years

Dänemark
 Lukas Graham
- Ankerstjerne
- Christopher
- Djämes Braun
- TopGunn

Finnland
 JVG
- Antti Tuisku
- Kasmir
- Mikael Gabriel
- Robin

Norwegen
 Astrid S
- Donkeyboy
- Kygo
- Madcon
- Sandra Lyng

Schweden
 The Fooo Conspiracy
- Alesso
- Avicii
- Tove Lo
- Zara Larsson

### Zentraleuropa
Deutschland
 Lena
- Andreas Bourani
- Cro
- Revolverheld
- Robin Schulz

Schweiz
 Stefanie Heinzmann
- DJ Antoine
- Lo & Leduc
- Stress
- 77 Bombay Street

Niederlande
 Kensington
- Dotan
- Martin Garrix
- Natalie La Rose
- Oliver Heldens

Belgien
 Dimitri Vegas & Like Mike
- Lost Frequencies
- Netsky
- Oscar and the Wolf
- Selah Sue

Frankreich
 Black M
- The Dø
- The Avener
- Christine and the Queens
- Fréro Delavega

### Südeuropa
Italien
 Marco Mengoni
- Fedez
- The Kolors
- J-Ax
- Tiziano Ferro

Spanien
 Sweet California
- Alejandro Sanz
- Leiva
- Neuman
- Reyden

Portugal
 Agir
- Carlão
- Carolina Deslandes
- D.A.M.A
- Richie Campbell

Griechenland
 Giorgios Mazonakis
- Stavento
- REC
- Despina Vandi
- Giorgios Sampanis

### Osteuropa
Polen
 Margaret
- Natalia Nykiel
- Sarsa
- Tabb & Sound'n'Grace
- Tede

Russland / Weißrussland / Ukraine
 MBand
- / IOWA
- Quest Pistols
- Serebro
- Ivan Dorn

Rumänien
´ Inna
- Dan Bittman
- Feli
- Randi
- Smiley

Adria
 Daniel Kajmakoski
- 2Cellos
- Hladno Pivo
- Marčelo
- Sassja

Israel
 Eliad
- Café Shahor Hazak
- Eden Ben Zaken
- E-Z
- Guy & Yahel

### Afrika
Afrika
 Diamond Platnumz
- Yemi Alade
- AKA (rapper)
- Davido
- DJ Arafat

### Asien
Indien
 Priyanka Chopra
- Indus Creed
- Monica Dogra
- The Ska Vengers
- Your Chin

Japan
 Dempagumi.inc
- Babymetal
- Sandaime J Soul Brothers
- One Ok Rock
- Sekai no Owari

Korea
 BTS
- B1A4
- Got7
- GFriend
- VIXX

China und Hongkong
 Zhang Liangying
- Han Geng
- Leo Ku
- Tan Weiwei
- Uniq

Taiwan
 Jay Chou
- JJ Lin
- Jolin Tsai
- Kenji Wu
- Kenji Wu

Südostasien
 Sơn Tùng M-TP
- Faizal Tahir
- James Reid
- Nadine Lustre
- Noah
- Slot Machine
- The Sam Willows

### Australien und Neuseeland
Australien
 5 Seconds of Summer
- Guy Sebastian
- Peking Duk
- Sia
- Vance Joy

Neuseeland
 Savage
- Avalanche City
- Gin Wigmore
- Six60
- Broods

### Lateinamerika
Brasilien
 Anitta
- Emicida
- Ludmilla
- MC Guime
- Projota

Nord-Lateinamerika
 Mario Bautista
- Enjambre
- Ha*Ash
- Kinky
- Natalia Lafourcade

Zentral-Lateinamerika
 J Balvin
- ChocQuibTown
- Javiera Mena
- Pasabordo
- Piso 21

Süd-Lateinamerika
 Axel
- Indios
- Maxi Trusso
- No Te Va Gustar
- Tan Biónica

## Worldwide Act

### Worldwide Act: Europe
Marco Mengoni
- Agir
- Astrid S
- Black M
- Daniel Kajmakoski
- Dimitri Vegas & Like Mike
- Eliad
- Giorgios Mazonakis
- Inna
- JVG
- Kensington
- Lena
- Little Mix
- Lukas Graham
- Margaret
- MBand
- Stefanie Heinzmann
- Sweet California
- The Fooo Conspiracy

### Worldwide Act: Africa / India
Diamond Platnumz
- Priyanka Chopra

### Worldwide Act: Asia
Zhang Liangying
- Dempagumi.inc
- BTS
- Sơn Tùng M-TP
- Jay Chou

### Worldwide Act: Australia / New Zealand
5 Seconds of Summer
- Savage

### Worldwide Act: Latin America
Anitta
- Axel
- J Balvin
- Mario Bautista

### Worldwide Act: North America
Justin Bieber
- Taylor Swift